# Josef W. Meri
Josef Waleed Meri (arabisch يوسف وليد مرعي Yūsuf Walīd Marʿī; hebräisch יוסף מרעי; * 1969 in Chicago) ist ein US-amerikanischer Gelehrter auf dem Gebiet der vormodernen islamischen Geschichte und Kultur und des Dialogs zwischen den Religionen. Seine Familie stammt aus Jerusalem.

## Leben
Josef W. Meri studierte Medieval Islamic Studies am Wolfson College der Universität Oxford. Er war ein Special Scholar-in-Residence am Königlichen Aal al-Bayt Institut für Islamisches Denken (Royal Aal al-Bayt Institute for Islamic Thought), Jordanien, und Projektkoordinator des Great Tafsirs of the Qur'an Project. Er war Academic Director des Centre for the Study of Muslim-Jewish Relations des Woolf-Institutes in Cambridge und Fellow des St. Edmund's College, Universität Cambridge. Im akademischen Jahr 2013/2014 war Meri Allianz Visiting Professor of Islamic Studies an der Ludwig-Maximilians-Universität München.
Meri war einer der 138 Unterzeichner des offenen Briefes Ein gemeinsames Wort zwischen Uns und Euch (A Common Word Between Us & You), den Persönlichkeiten des Islam am 13. Oktober 2007 an „Führer christlicher Kirchen überall“ (engl. „Leaders of Christian Churches, everywhere …“) sandten.

## Schriften (Auswahl)

### Als Autor
- The cult of saints among Muslims and Jews in medieval Syria (Oxford oriental monographs). Oxford University Press, Oxford 2002.
- Lonely wayfarer's guide to pilgrimage. Ali ibn Abi bakr al-Harawi's Kitab al-Isharat ila Ma rifat al-Ziyarat (= Studies in Late Antiquity and Early Islam, Bd. 19). Darwin Press, Princeton, N.J. 2004, ISBN 0-87850-169-X.
- Bayān al-Farq bayn al-Ṣadr wal-Qalb wal-Fuʾād wal-Lubb (بيان الفرق بين الصدر والقلب والفؤاد واللب). The Royal Islamic Strategic Studies Centre, Amman, 2. Aufl. 2012, ISBN 978-9957-8533-5-8, online (PDF; 761 kB).

### Als Herausgeber und Mitherausgeber
- mit Farhad Daftary: Culture and Memory in Medieval Islam. Essays in Honour of Wilferd Madelung. I.B. Tauris in association with The Institute of Ismaili Studies, London 2003.
- Medieval Islamic Civilization. An Encyclopedia, 2 Bände. Routledge, New York 2006, ISBN 0-415-96690-6.
- The Routledge Handbook of Muslim-Jewish Relations. Routledge, New York 2016, ISBN 978-0-415-64516-4.
- Jewish-Muslim Relations in Past and Present: A Kaleidoscopic View. Brill, Leiden 2017, ISBN 978-90-04-23580-9.

## Videos
- Dr Josef Meri on Jews, Christians and Muslims in Europe: Modern Challenges.mov – youtube.com